# Platonivka, Rovenkî
Platonivka (în ucraineană Платонівка) este un sat în comuna Blahivka din orașul regional Rovenkî, regiunea Luhansk, Ucraina.

## Demografie
Componența lingvistică a localității Platonivka
     Ucraineană (91,93%)
     Rusă (8,07%)
Conform recensământului din 2001, majoritatea populației localității Platonivka era vorbitoare de ucraineană (91,93%), existând în minoritate și vorbitori de rusă (8,07%).